# Steve Aoki
Pour les articles homonymes, voir Aoki.
Steve Aoki (prononcé en anglais : [stiːv eɪˈoʊki]), né le 30 novembre 1977 à Miami, est un disc jockey et producteur américain d'origine japonaise, fondateur et PDG du label Dim Mak Records.

## Biographie
Steve Aoki est né à Miami, et a grandi à Newport Beach en Californie.
Il est le troisième enfant de Rocky Aoki (en) et de Chizuru Kobayashi. Son père Rocky Aoki est un ancien champion japonais de lutte et le fondateur de la chaîne de restauration américaine de cuisine japonaise Benihana. Steve Aoki a plusieurs frères et sœurs célèbres : une grande sœur, Kanaa (qui s'appelle désormais Grace), un grand frère, Kevin (patron du restaurant Doraku Sushi), un demi-frère et une demi-sœur plus jeunes, Kyle et Echo. Il a enfin pour autre demi-sœur l'actrice et top-model Devon Aoki. Enfant, Steve a vécu en compagnie de son grand-père, de sa mère ainsi que de son frère Kevin et sa sœur Kanaa. Son père, un homme d'affaires que Steve Aoki ne voyait que pendant les vacances, vivait à l'autre bout des États-Unis. En 2005, Rocky poursuit en justice quatre de ses six enfants (Grace, Kevin, Kyle et Echo) au motif qu'ils auraient tenté abusivement de prendre le contrôle de la société qu'il avait fondé et dont la valeur serait estimée entre 60  et   100 millions de dollars. Steve et Devon n'ont, eux, pas été poursuivis. Rocky déclare à propos de Devon qu'il ne lui en voulait pas « parce qu'[elle] ne participe pas aux affaires d'argent de la famille et qu'[elle] est [sa] préférée, qu'[elle] est très intelligente et qu'[il] est fier d'[elle]. »
Steve Aoki étudie à l'Université de Californie à Santa Barbara (USCB), et en sort muni de deux diplômes de premier cycle, l'un en Études Féminines (Women's Studies) et l'autre en sociologie. C'est à l'université qu'Aoki enregistre des productions réalisées entièrement tout seul et qu'il lance une série de concerts underground qui avaient lieu dans le salon de son appartement à Isla Vista qu'il renomma avec ses colocataires The Pickle Patch, une parcelle de terrain résidentielle adjacente à l'UCSB. Il y fonde un chapitre de la Revolutionary Anti-Imperialist League, une organisation maoïste clandestine. Âgé d'à peine plus de vingt ans, il lança son propre label musical qu'il nomma Dim Mak en honneur à l'art martial éponyme pratiqué par Bruce Lee, son héros d'enfance,.
Il est sélectionné pour faire partie de l'équipage de Projet DearMoon.

## Carrière

### Dim Mak Recordset débuts

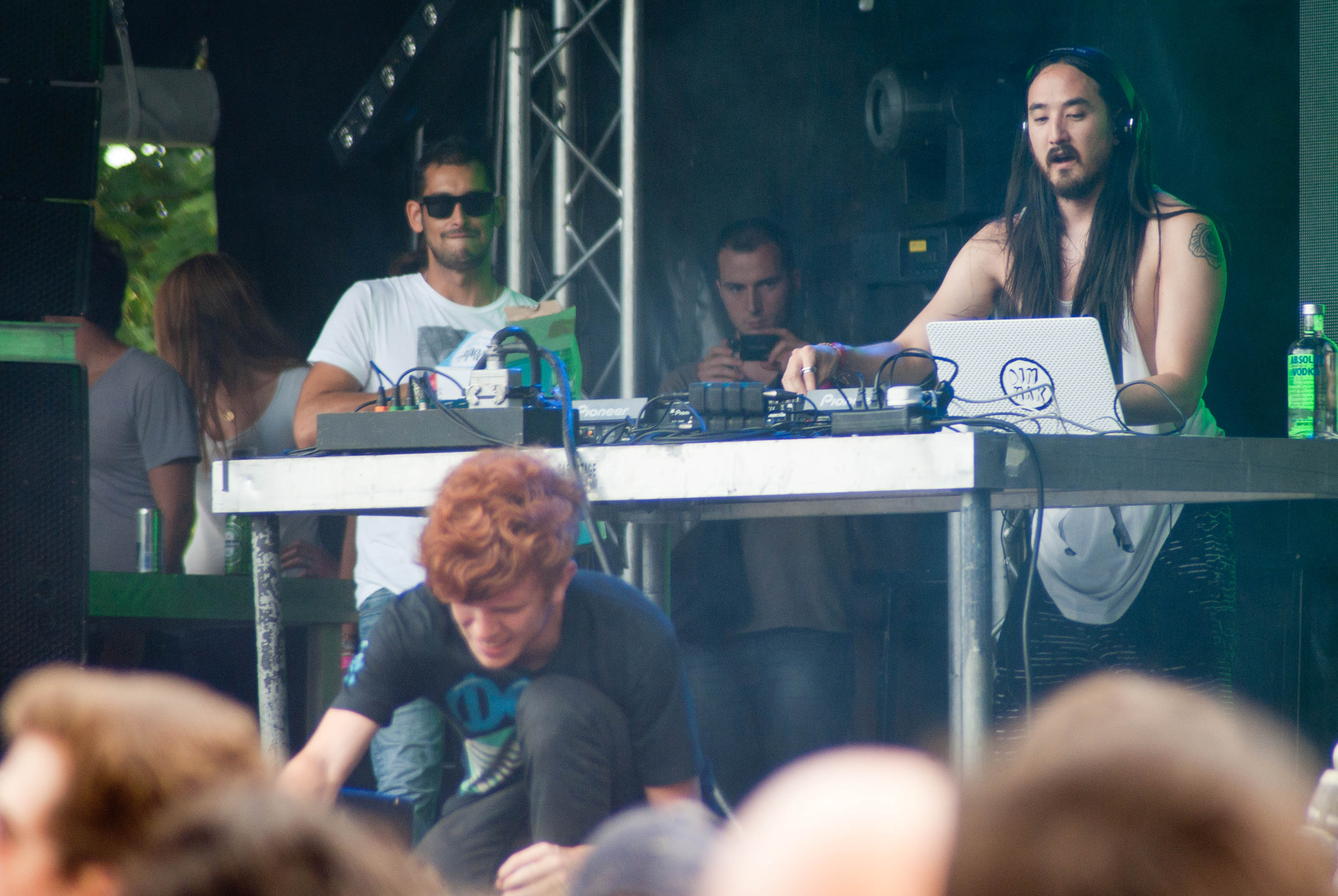
Steve Aoki à Paris, en France, en 2011.

Steve Aoki fonde le label discographique Dim Mak Records en 1996. Au fil de son existence, ce label de musique house et de musique électronique produit des artistes aussi célèbres que MSTRKRFT, Klaxons, Scanners, Whitey, The Bloody Beetroots et Mystery Jets. Aoki travaille également en tant que disc jockey et assure la programmation de boîtes de nuits. Il produit aussi des remixes en compagnie de Blake Miller (du groupe Moving Units, originaire de Los Angeles). Miller et Aoki collaborent sous le pseudonyme de Weird Science. Il remixe de nombreux artistes ainsi que des groupes, dont notamment Lenny Kravitz, Bloc Party, Snoop Dogg, Robin Thicke, S.P.A., Duran Duran, Timbaland, Chester French et Peaches.
En mai 2006, Aoki devient membre de la Music Is Revolution Foundation du bassiste des MC5 Michael Davis, une organisation à but non lucratif encourageant l'éducation musicale à l'école. La même année, il lance une ligne de vêtements, Dim Mak Collection. En 2009, il sort une seconde marque de vêtements qu'il dessine en compagnie de sa sœur Devon. Pour sortir cette collection, ils s'allient avec George Garrow et Dan Single, les fondateurs et présidents de la marque Ksubi. Aoki déclare qu'ils travaillent dessus : « ensemble depuis deux ans, depuis les tous débuts. » Aoki et son ami Greger Hagelin, le président de WESC, eurent l'idée de créer des « casques audio Steve Aoki. » Ils utilisèrent pour leur première collection différentes teintes de vert car c'était à ce moment-là la couleur préférée d'Aoki.
Aoki est sponsorisé par KR3W Apparel et Supra Footwear, deux compagnies pour lesquelles il dessine sous son propre nom une collection originale de vêtements et de chaussures. Aoki est, en compagnie de Danny Masterson, de Julian Casablancas des Strokes, de Mark Ronson, de Laura Prepon et de Jerry Butler, parmi d'autres, copropriétaire de la chaîne de restaurants spécialisée dans les barbecues coréens Shin. Il est en outre copropriétaire de la compagnie de management Deckstar, avec Paul Rosenberg et d'autres gérants (son ami DJ AM en était jusqu'à son décès également l'un des copropriétaires). Sous la tutelle de Deckstar, une division management de Dim Mak est formée pour gérer non seulement les artistes qui ont signé chez ce label mais également d'autres DJs. Il fait une apparition dans les jeux vidéo NBA 2K8 et NBA 2K9 en tant que personnage spécial déblocable. Le premier mix de Steve Aoki Pillowface and His Airplane Chronicles est publié en janvier 2008[réf. souhaitée]. Il a également remixé le morceau When The Wind Blows présenté dans l'édition britannique du dernier album des All-American Rejects, When The World Comes Down.

### Reconnaissance internationale (2010–2012)
En mars 2010, Aoki fait paraître I'm in the House, une collaboration avec Zuper Blahq — le surnom du chanteur will.i.am des Black Eyed Peas. La chanson atteint la 29e place de l'UK Singles Chart sa première semaine après parution, puis l'UK Dance Chart et l'UK Indie Chart, au top 5. Le compositeur et producteur Lucas Secon confirme en mai 2010 dans une entrevue avec HitQuarters travailler sur un single aux côtés de Rivers Cuomo et Aoki. Le premier album solo d'Aoki, Wonderland, est publié en janvier 2012 et présente d'autres artistes et groupe comme LMFAO, Kid Cudi, Kay, Travis Barker, will.i.am aka Zuper Blahq, Wynter Gordon, Rivers Cuomo, Lil Jon, Chiddy Bang, Lovefoxxx, et Big John Duncan (ancien guitariste du groupe The Exploited), entre autres. Le 11 décembre 2012, Aoki fait paraître son premier EP, It's the End of the World As We Know It, composé de trois morceaux musicaux.

### A Light that Never ComesetNeon Future(depuis 2013)

Aoki à Brasilia, au Brésil, 2014.

Le 11 octobre 2013, Aoki collabore avec Linkin Park sur la chanson A Light That Never Comes inclus dans le remix album, Recharged, 18 jours après. Plusieurs remixes de la chanson sont publiés en janvier 2014 dans la version téléchargeable de l'EP A Light That Never Comes (Remixes). En 2015, il participe à l'Ultra dans sa ville de naissance aux côtés de Dimitri Vegas & Like Mike ; ils forment ainsi le groupe 3 Are Legend. Sur cette année, il réalise 178 prestations, record parmi les meilleurs DJ mondiaux. Le 10 décembre 2016, il sort Just Hold On en collaboration avec Louis Tomlinson. Le 24 novembre 2017, il collabore avec le groupe coréen BTS et Desiigner, et sortent le remix de MIC Drop, à sa sortie le titre se place directement en tête des classements iTunes dans plusieurs pays dont les États-Unis.
En 2023, titre Locked Up (ft Akon) qui est une collaboration entre Steve Aoki, Trinix, Akon qui est un remix du premier tube d'Akon.

## Discographie
- 2008 : Pillowface and His Airplanes Chronicles
- 2012 : Wonderland
- 2012 : It's The End Of The World As we Know It (EP)
- 2014 : Neon Future I
- 2015 : Neon Future II
- 2015 : Neon Future Odyssey
- 2016 : 4OKI
- 2016 : Just Hold On feat Louis Tomlinson
- 2017 : Steve Aoki presents : Kolony
- 2017 : All Night (single)
- 2018 : 5OKI
- 2018 : Neon Future III
- 2020 : Neon Future IV

## Filmographie
Steve Aoki fait des apparitions dans plusieurs productions au cinéma et à la télévision.
- 2013 Arrow (saison 1, épisode 17 : The Huntress Returns) : lui-même
- 2015 : Point Break : lui-même
- 2015 : NCIS: Ibiza (court métrage)
- 2016 : I'll Sleep Shen I'm Dead (documentaire)
- 2017 : The Boyfriend : Pourquoi Lui ? : lui-même
- 2021 : Les Bouchetrous (film d'animation) : Vinny (voix)
- 2022 : Senior Year : lui-même